# Ectinus aterrimus
Ectinus aterrimus là một loài bọ cánh cứng trong họ Elateridae. Loài này được Linnaeus miêu tả khoa học năm 1761.

## Hình ảnh

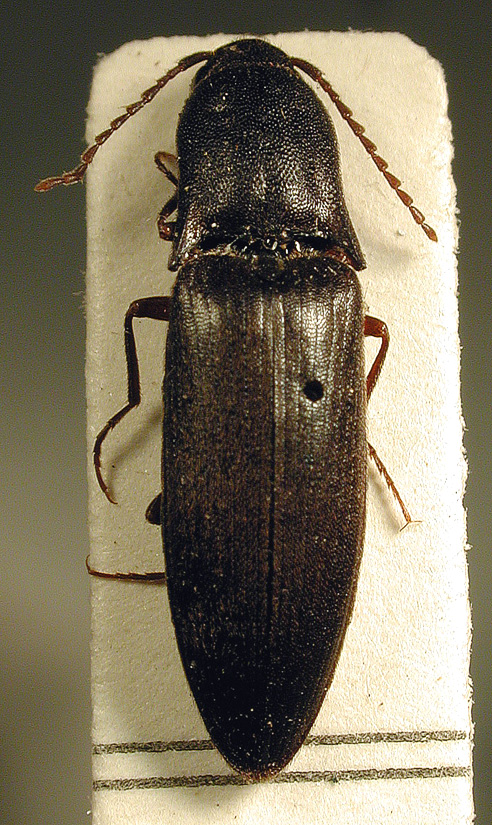
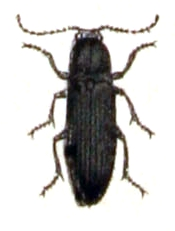
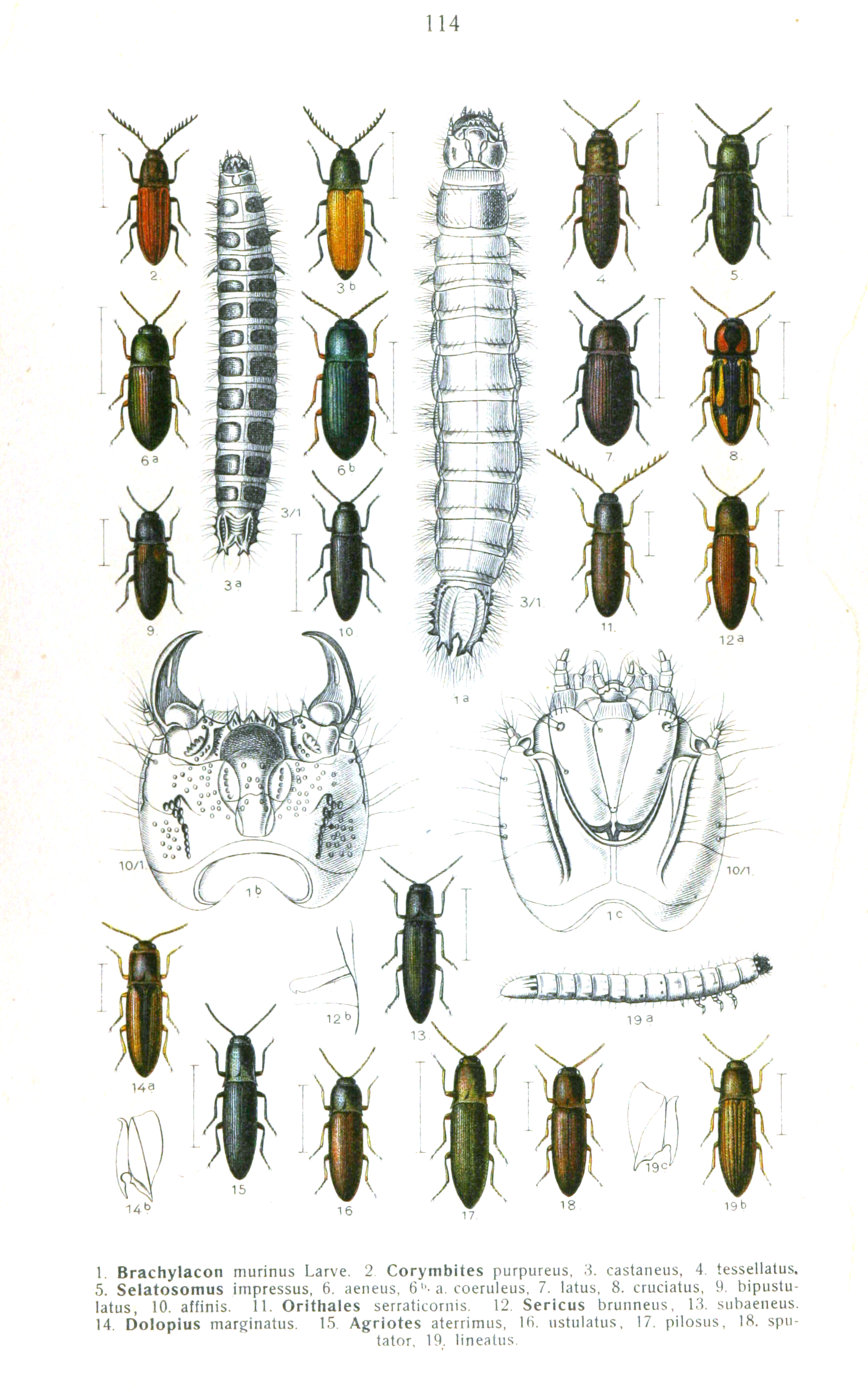